# Thuré

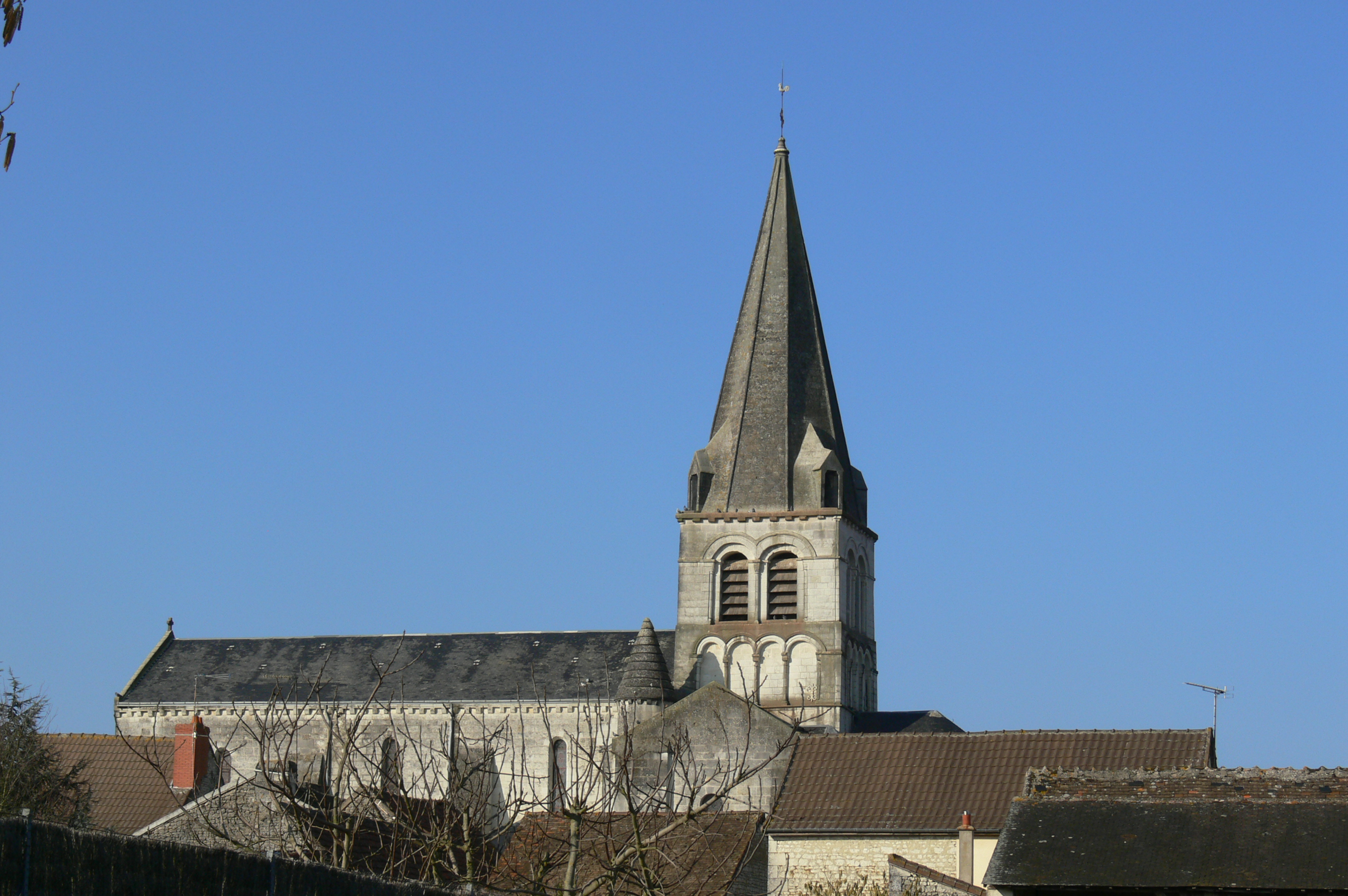
Église Saint-Pierre in Thuré.

Thuré ist eine Gemeinde mit 2787 Einwohnern (1. Januar 2022) im Département Vienne in der Region Nouvelle-Aquitaine im zentralen Westen Frankreichs. Sie gehört zum Kanton Châtellerault-1 im Arrondissement Châtellerault und zum Gemeindeverband Communauté d’agglomération du Pays Châtelleraudais.

## Geografie
Die Kleinstadt Thuré liegt im Einzugsgebiet von Châtellerault, dem Pays Châtelleraudais, 70 Kilometer südwestlich von Tours und 21 Kilometer nordöstlich von Poitiers, dem Sitz der Präfektur des Départements, auf einer mittleren Höhe von 109 Metern über dem Meeresspiegel. Die Ortschaft ist von den Nachbargemeinden Scorbé-Clairvaux, Usseau und Sossais umgeben. Die Quelle der Veude liegt auf dem Gemeindegebiet, das eine Fläche von 43,47 Quadratkilometern hat.
Thuré ist einer Klimazone des Typs Cfb (nach Köppen und Geiger) zugeordnet: Warmgemäßigtes Regenklima (C), vollfeucht (f), wärmster Monat unter 22 °C, mindestens vier Monate über 10 °C (b). Es herrscht Seeklima mit gemäßigtem Sommer.

## Geschichte
1447 tauschte der Bischof von Poitiers mit dem Grafen Charles IV. d’Anjou die Baronie Thuré und die Seigneurien Saint-Christophe, Faye-la-Vineuse und La Tour-d’Oiré für die Burg Harcourt-lès-Chauvigny. Das Lehen la Barbelinière unterstand der Baronie.
Im 17. Jahrhundert war Pierre Certany Seigneur von la Barbelinière. Joseph Cadet, der ehemalige königliche Münzmeister in Québec und Montreal, kaufte das Lehen 1766 für 800.000 Livres.
Während der Französischen Revolution (1789–1799) wurde eine Zivilverfassung des Klerus verabschiedet. Der Pfarrer von Thuré wollten sich nicht vereidigen lassen, so kam es im September 1792 zu einem bewaffneten Aufstand der Bevölkerung von Thuré, die sehr an ihm hing. Die Garde nationale plünderte Thuré und suchte vergeblich nach dem entflohenen Geistlichen, der für vier Jahre ins Exil ging. 1793 erhielt Thuré im Zuge der Französischen Revolution den Status einer Gemeinde und wurde Hauptort eines Kantons. 1801 erhielt die Gemeinde durch die Verwaltungsreform unter Napoleon Bonaparte (1769–1821) das Recht auf kommunale Selbstverwaltung und wurde in den Kanton Châtellerault eingegliedert.
Während des Ersten Weltkriegs (1914–1918) war Thuré nicht direkt betroffen. Aber 81 Soldaten aus Thuré fielen im Ersten Weltkrieg. Ihre Namen sind auf dem Kriegerdenkmal eingraviert.

## Sehenswürdigkeiten
Simon Petrus ist Schutzpatron der Kirche Saint-Pierre, die im 12. Jahrhundert erbaut wurde. Das Gebäude ist als Monument historique (‚historisches Denkmal‘) klassifiziert.
Das Schloss La Massardière stammt aus dem 15. Jahrhundert. Es ist mitsamt seinem zylindrischen Taubenhaus, einer Terrasse, einem Vorhof und einem Weiher als Monument historique eingestuft. Es befindet sich im Privatbesitz.
Das Schloss La Barbelinière wurde gegen Ende des 15. Jahrhunderts im Auftrag von Jean de Marconnay befestigt und im Zweiten Kaiserreich (1852–1870) im Stil der Renaissance umgebaut. Das Taubenhaus stammt aus dem 17. Jahrhundert, der Park aus dem 19. Jahrhundert. Die Anlage befindet sich im Privatbesitz.

## Wirtschaft
Im 19. Jahrhundert war der Haupterwerbszweig in Thuré die Landwirtschaft. Die Reblausplage in den 1860er Jahren hatte katastrophale Folgen für den Weinbau. Die Landwirtschaft in Thuré änderte sich in den 1960er Jahren abermals. Die Wallhecken, Gräben und Begrenzungsmauern verschwanden von den Feldern. Die Mischkultur wich der Monokultur, die Landwirtschaft wurde intensiviert und durch die verstärkte Nutzung von Maschinen industrialisiert.
Thuré besteht heute aus vielen Weilern und zwei Ortskernen, Thuré und Besse. Besse wuchs nach dem Zweiten Weltkrieg (1939–1945) durch die Nähe von Châtellerault. Viele Einwohner von Besse sind Pendler.

## Persönlichkeiten, die im Ort gewirkt haben
- Maurice Bedel (1883–1954), Schriftsteller, verbrachte seine letzten Lebensjahre im Weiler La Genauraye und schrieb in seinem 1937 erschienenen Werk Géographie de mille hectares über das Pays Châtelleraudais.[5]
- Édith Cresson (* 1934), Politikerin, von 1977 bis 1983 Bürgermeisterin von Thuré.